# Albert von Augsburg
Pour les articles homonymes, voir Albert.
Albert von Augsburg, né au XIIe siècle et mort au XIIIe siècle est un moine bénédictin du monastère Saint-Ulrich d'Augsbourg et un hagiographe.